# St. Brendan's
St. Brendan's est un village situé dans la province de Terre-Neuve-et-Labrador, dans le nord-est de Terre-Neuve.